# Els dimarts amb Morrie

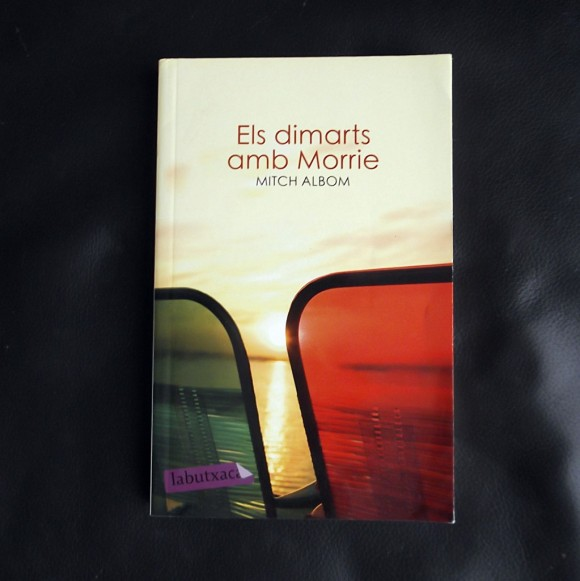
Els dimarts amb Morrie

Els dimarts amb Morrie és una novel·la biogràfica creada l'any 1997 per l'escriptor Mitch Albom. La història va ser adaptada en una pel·lícula per Thomas Rickman i va ser presentada el 5 de desembre de l'any 1999, protagonitzada per Hank Azaria.
Tant la pel·lícula com la novel·la narren la veritable història de Morrie Schwartz, sociòleg i professor d'Universitat, i de la relació amb el seu alumne, Mitch Albom. La història és un clar exemple de les lliçons sobre la vida que aprèn Mitch, a través del seu professor que està morint d'esclerosi lateral amiotròfica (ELA).

## Sinopsi
Morrie Schwartz, el vell professor, es mor, i Mitch, el seu antic alumne, el visita cada dimarts per assistir a un curs molt especial. Un curs en què, partint de l'experiència viscuda, parlaran de temes com l'amor, la família, l'amistat, el perdó, i gràcies al qual Mitch arribarà a entendre el veritable sentit de la vida. Les últimes classes de Morrie ensenyaran a Mitch el valor de les paraules, la riquesa de les emocions i el plaer de la ironia, però, sobretot, la dignitat de les persones davant les situacions més dures de la vida. Els dimarts amb Morrie és un relat directe, emocionant i captivador que ha colpit la consciència de milions de lectors i que explica amb senzillesa el curs natural de la vida.

## Temes principals

### Comunitat / Donar i rebre
Morrie dona vital importància al fet d'aprendre a donar. A més remarca que és necessari tant aprendre a donar l'amor com a rebre'l. A més, en diversos moments explica que la riquesa material mai és la veritable felicitat. De fet, senyala que l'única manera de ser feliç és donant tot allò que tenim, no només allò material sinó referint-se a les emocions, temps, esforç...

### ELA
La malaltia de Lou Gehrig és la degeneració dels músculs dels braços i les cames. La degeneració de les neurones provoca que els músculs es debilitin i el pacient pateix de distròfia muscular. Els primers símptomes de l'ELA són la debilitat muscular que provoca tremolors i rigidesa. Posteriorment, el pacient experimenta trastorns a la parla i la dificultat d'empassar. És possible que eventualment la caixa toràcica es debiliti, un fet que afecta a la respiració. Per acabar, la majoria de pacients acaben morint d'insuficiència respiratòria o pneumònia. Actualment no hi ha cap curació definitiva per l'ELA.

### La mort, la lluita i l'acceptació
Morrie és un lluitador nat: lluita amb la seva malaltia mentre anticipa la seva mort. Accepta molt ràpidament el fet que se li apropa cada cop més la mort i comparteix la filosofia budista on cada dia s'ha de reconèixer la possibilitat que pot ser el teu últim dia en la terra.

### L'amor, la família i els amics
Morrie creu que allò més important a la vida és l'amor i la fe. La societat actual dona massa importància a les coses materials i trivials, oblidant-se dels aspectes verdaderament importants de la vida. Les persones han de rebutjar aquesta cultura popular per poder construir els seus propis valors per tal de trobar la seva felicitat. La personalitat de Morrie se centrava en l'amor pels seus amics i la seva família, per això les estones que passava acompanyat les gaudia molt intensament

### Cultura
La cultura moderna ens inculca una opinió deformada d'allò que és veritablement important. Cada vegada que en Mitch anava a visitar en Morrie s'adonava de totes notícies inquietants que hi havia en els diaris. Al llarg de la seva vida, el vell professor, és capaç de formar el seu propi conjunt de valors en comptes d'ajustar-se als valors marcats per a cultura. Irònicament, Morrie utilitza els mitjans de comunicació per expressar i oferir els seus pensaments més íntims.